# Ràdio Tortosa
Ràdio Tortosa és una emissora de ràdio, activa des de 1929, amb diversos períodes d'interrupció. Actualment, Ràdio Tortosa és una emissora municipal que emet amb la freqüència 103.3 FM. Tortosa fou una de les primeres ciutats catalanes a instal·lar una estació ràdio-emissora.

## Història

### 1929-1937
Els inicis de Ràdio Tortosa els poden datar a finals de l'any 1929 encara que, potser ja va ser per finals de 1928 i mitjançant un petit equip transmissor emparat per una llicència EAR de cinquena categoria que es transmetia de manera informal avisos, notícies i discos gramofònics. Com aquesta iniciació tingué un funcionament experimental i alternatiu amb setmanes senceres de silenci, s'estableix l'any 1929 com el del començament de la radiodifusió tortosina.
Les condicions per a la recepció radiofònica són poc favorables a la vallada de l'Ebre. Per això mateix és natural que Tortosa fos una de les primeres ciutats catalanes a instal·lar una estació ràdio-emissora. El primer equip fou construït a Terrassa al taller de Francesc Matarrodona, a finals de l'any 1929 i va ésser muntat a la ciutat de Tortosa, pel terrassenc Ramon Odena, pare del també locutor Josep Àngel Òdena, que es va establir a Tortosa fins a la seua mort. Segons La Veu del Baix Ebre, Ramon Òdena fou assassinat, juntament amb l'advocat Campos Sapinya, dintre del mateix recinte del cementeri. Tot i així, existeixen diverses versions de la seva desaparició i les diferents fonts no aporten una idea clara de quines van ser les circumstàncies exactes de la seva mort. Se sap, però, que Ramon Òdena, membre reconegut de la CNT-FAI, fou un dels represaliats pels fets de maig de 1937.
La primera Ràdio Tortosa, fou posada als baixos dels locals de La Unión Patriótica al davant de l'aduana de tabacs, essent subvencionada per Joaquim Bau en els moments que deixava l'alcaldia, amb la intenció de dedicar-la a difusió de propaganda política monàrquica. Mentre, durant quasi tot l'any 1930 les emissions tingueren el caràcter de proves i Ramón Òdena introduí importants millores i reformes a l'equip, que ja a principis de 1931 obtingué permís oficial amb l'indicatiu de EAJ-11. Aquest distintiu reconeixia oficialment l'emissora tortosina com l'onzena estació de radiodifusió a Espanya. Fou director Antoni Falcó, que també era propietari d'una armeria al carrer de Sant Blai. Eren locutors Ramon Pitart i Ramon Òdena. Tingué un funcionament professional i es feren retransmissions dels teatres locals i també de fora, amb ocasió de sortides a la comarca de l'Orfeó tortosí, o bé d'alguna d'aquelles florents orquestrines de jazz locals.
La iniciativa pretenia fer arribar les ones radiofòniques a Tortosa i la seva àrea d'influència, trencant l'isolament de Tortosa amb la resta de Catalunya.
Amb l'adveniment de la República, l'emissora funcionà algun temps més, fins que li fou anul·lada la concessió oficial i retirat l'indicatiu de EAJ-11, que més endavant, l'any 1933, va ésser assignat a Ràdio Reus. Mentre, a poc a poc, s'anaven instal·lant noves estacions a la província, a més de Ràdio Reus, naixia també Ràdio Tarragona on va treballar de locutor Josep Maria Tarrasa i Alvira.
Aleshores sorgí una nova iniciativa inspirada des de les pàgines del Setmanari Vida Tortosina per la ploma de Ramon Òdena a fi d'obtenir un nou permís i muntar una nova emissora. A tal efecte es constituí un Ràdio Club que assolint dit propòsit, inicià el muntatge d'un modern equip. Ànima d'aquesta associació fou el jove enginyer Julian Mangrané i Ejerique, juntament amb el mateix Òdena.
L'esdeveniment de la guerra civil fou motiu per accelerar la posada en marxa de l'estació de ràdio, que funcionà al tercer pis de l'Ajuntament de Tortosa, dintre del negociat d'obres públiques. Més tard fou instal·lada als locals del Comitè Antifeixista (que era el Convent requisat a les monges de la Consolació) dotant-la de renovats estudis. L'assassinat d'Òdena i el posterior establiment del front acabaren aquells esforços i il·lusions.
L'estiu de l'any 1936, ja en plena Guerra Civil, Òdena posà en funcionament l'estació que fou incautada pel Comitè antifeixista. Al mateix temps construí una emissora d'ona curta que enllaçava amb la “zona nacional” per transmetre i rebre notícies de caràcter humanitari. Aquella emissora local deixà de funcionar a la primavera de l'any 1937 a l'ésser assassinat Ramón Òdena. Posteriorment, després de l'entrada a Tortosa de les tropes nacionals, les instal·lacions foren confiscades i desmuntades pel “Servicio de Recuperación” del Ejército de Levante” que se les emportà amb un camió.

### 1948-1991
Baix la direcció i refundació de Lluís Mestre i Rexach, 15 anys més tard, es va posar en servei el primer equip del que va ser el segon període de Ràdio Tortosa.
Als anys quaranta, després de la Guerra Civil espanyola, tornava a activar-se Ràdio Tortosa de la mà de Julian Mangrané i Ejerique i Lluís Mestre i Rexach. Es data el començament inicial del segon període de Ràdio Tortosa, en 1948, encara que no va tindre un funcionament gaire regular fins al 1952. Així noves gestions foren iniciades a la dècada dels anys quaranta que culminaren amb la posada en marxa de Ràdio Tortosa, que tingué també un funcionament anticipat amb diversos motius entre ells La Santa Missió. També al final de la dècada dels quaranta del segle XX es va posar en rodatge l'emissió Xerrades sense malícia, a càrrec de Josep Ma Vallés i Rodolfo Lamotte, que va ser la primera emissió de ràdio en català després de la Guerra Civil i en ple franquisme. El programa Xerrades sense malícia, en seria un exemple de l'ús del català a la ràdio en temps de dictadura. Va obtenir un gran èxit i popularitat considerables. Es tractava d'unes xerrades de crítica local parlades en català de Tortosa, o sigui amb contingut de bona proporció de vocabulari local. Als anys quaranta es van fer unes quantes emissions però es pot dir que van començar a emetre regularment al mes de març de l'any 1952, mantenint-se en les ones durant quasi vint anys. També en aquestes activitats radiofòniques informals dels anys quaranta hi van haver emissions artístiques a càrrec d'uns aficionats amb la intervenció del grup de guitarristes locals “Les caderneres del Mas d'Avall”.
El 1952 amb Lluís Mestre i Rexach. i amb la instal·lació d'un equip emissor professional de 500 W de potència, es va iniciar l'etapa estable del segon període de Ràdio Tortosa. El director fins a la seua jubilació en 1985 fou Lluís Mestre i Rexach. El local estava situat a l'edifici del Carrer de la República Argentina, n.26 de Tortosa, ocupant primer tan sols els baixos i a partir de 1972, amb obres de millora portades a terme per l'arquitecte Federico Llorca, en planta baixa i dos pisos elevats.
Dels primers temps podríem omplir pàgines de contalles pintoresques i xocants, derivades de les emissions de discos i dedicatòries de cançons, dels anuncis de pèrdues, de la informació local, etc. Molts són los programes d'esta segona etapa que es van fer famosos per totes les Terres de l'Ebre: Yunque, La Voz del Campo, Novedades de nuestra discoteca, Radio Teatro, Misión religiosa, La Zarzuela en el hogar, Emisión Infantil, Cantando al Trabajar, programa matinal en què els radiooients demanaven les cançons que volien escoltar, aquest últim programa es va convertir en un dels programes radiofònics més escoltats a les Terres de l'Ebre., Discos Dedicados, que fins i tot amenitzava els casaments, comunions, onomàstiques, aniversaris, etc., Discoteca para Usted, Palacio de la música… També s'hi radiaven cada tarda novel·les com: Simplemente Maria, que durava 36 minuts en dos rotllos. Rotllos que anaven a buscar quinzenalment a l'estació de tren. Les notícies locals es nodrien molt sovint de la secció informativa de Tortosa que publicava Diario Español. Els informatius eren redactats per Òdena i els llegien a dues veus el mateix Òdena i Luz. Tot programes que tenien moltíssima audiència. La Discoteca que es va acabar creant, era una vertadera joia musical.
Els professionals de Ràdio Tortosa van ser la locutora Ludivina Acero Álvarez (Luz Acero), ànima mater de Ràdio Tortosa en la qual hi va treballar 43 anys, Josep Ma Vallés i Vilás, que era “Quico de Forés”, Rodolfo Lamote de Grignon i Nicolau“ Joan de Gandaia”, Paco Guimerà, Paco Prieto (Joan de Cadup), Martínez, Ferrando, Joaquím Marín, Maria Luisa Ballesteros, Ramón Miravalls, Josep Àngel Òdena, i gent més jove que va venir després com: Jordi Itarte,Cristina Fabregat, Conrad Duran, Ximo Rambla, Lolita Molinero, Artur Gaya, Xavier Blanch, Fernando Andreu, Anna Ferrer, Joan Anfruns o Conxita Panisello.
El setembre de 1985, el director de Ràdio Tortosa es jubila. Lluís Mestre, que portava en el càrrec des de l'inici del segon període de Ràdio Tortosa, ara transformada en Radiocadena Española sota la direcció general de Jordi García Candau, rep una placa commemorativa en reconeixement dels seus més de trenta anys al servei de la ràdio local, prenent possessió del càrrec el nou director, Josep Andreu. Pocs mesos després, el gener de 1986, pren el relleu com a director de l'emissora local a Tortosa de Radiocadena Española, Jordi Itarte Alvarez.
Ràdio Tortosa va ser absorbida més tard per Radio Nacional de España, perdent així part de la seva pròpia programació. Finalment el 24 de juliol 1991. es va tancar, adduint raons econòmiques. Així es posava punt final a una de les etapes d'una de les emissores de ràdio més antigues de l'Estat espanyol.,

### 1999-Actualitat
Després d'uns anys, Ràdio Tortosa va reaparèixer i va iniciar la seua activitat com a emissora municipal el juny de 1999. A l'acte d'inauguració es va homenatjar a Lluís Mestre, promotor de la primera Ràdio Tortosa, a l'acte hi van assistir els seus hereus i fills als quals se'ls va entregar una placa commemorativa. El nou director fou Conrad Duran, que ja va treballar en l'antiga Ràdio Tortosa des dels anys setanta i fins que va tancar les portes. Se trobava situada al primer pis de l'edifici del carrer Montcada número 27, al nucli antic de la ciutat.
El 2010, es renovà totalment amb instal·lacions noves i una nova programació. La inauguració dels nous estudis, situats al nucli històric de la ciutat, es va fer coincidir amb el començament de les Festes majors de la Cinta. La nova imatge de l'emissora municipal va incloure, a més, sintonies noves, comptes a les xarxes socials, servei de podcast (àudio a la carta) i un lloc web nou, que permet, des d'aleshores, escoltar l'emissió en directe i recuperar programes ja emesos. Aquesta nova etapa es va endegar sota la direcció de Núria Mora i incloïa informatius, un magazín matinal de dues hores de durada, entrevistes en profunditat, una sèrie sobre els 52 municipis ebrencs i una tertúlia periodística, amb el títol Montcada 27, entre d'altres programes. La nova programació va voler apostar per la informació de proximitat, l'entreteniment i la cultura, amb un canvi important en l'estil de l'emissora, més modern i dinàmic. Des de l'estrena dels nous estudis, el nombre de oients de l'emissora va créixer considerablement, duplicant la seva audiència i arribant a ser una de les ràdios més escoltades a la comarca del Baix Ebre. El Baròmetre de la Comunicació i la Cultura, el 2011 assenyalava Ràdio Tortosa, com l'emissora local més escoltada de les que estan associades a la Federació de Ràdios Locals de Catalunya. Al Baix Ebre, l'emissora seria la segona amb més oients, només darrere de Catalunya Ràdio i davant de Ràdio Ebre (Cadena SER) i de RAC1.
Ràdio Tortosa ha rebut diversos reconeixements, com ara, el 2020, les mencions de qualitat de Ràdio Associació de Catalunya per Al dia Terres de l’Ebre, un magazín d'actualitat que produeixen Ràdio Tortosa, Amposta Ràdio, Ràdio Delta, La Cala Ràdio, La Plana Ràdio i Ràdio Joventut.